# Trabalhista Futebol Clube
Trabalhista Futebol Clube foi um clube de futebol da cidade de Florianópolis, no estado de Santa Catarina. Fundado em 12 de junho de 1922, participou de 4 edições do Campeonato Catarinense de Futebol: 1924, 1925, 1926 e 1927. Sagrou-se vice campeão de 1924, disputando a final contra o Avaí Futebol Clube.
Também participou do Campeonato da Cidade de Florianópolis de 1928, sendo o campeão.

## Títulos
- Campeonato Cidade de Florianópolis: 1928